# Haselbach (Eppishausen)
Haselbach ist ein Ortsteil der schwäbischen Gemeinde Eppishausen im Landkreis Unterallgäu.

## Geografie

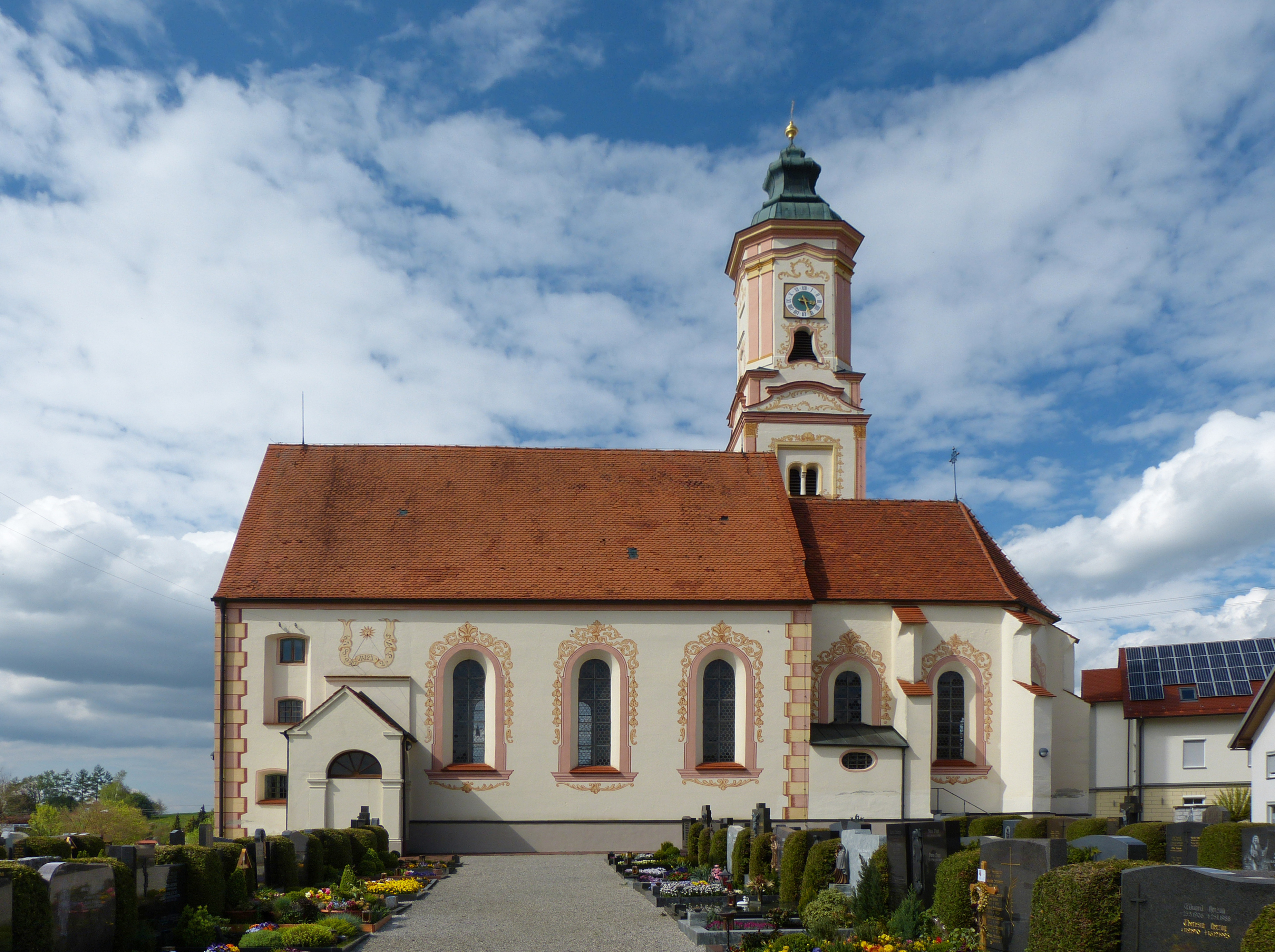
St. Stephan in Haselbach

Der Ort Haselbach liegt etwa drei Kilometer nördlich von Eppishausen und vier Kilometer nordöstlich von Kirchheim in Schwaben. Am westlichen Ortsrand verläuft die Hasel, nach der der Ort benannt ist. Der Ort liegt am östlichen Hang des Tals, das die Hasel bildet. Im Südwesten des Ortes befindet sich das Waldstück Hagenbühl, im Osten die Waldflächen Geisgerngehau und Pfriederhölzl. Hier liegen auch der Natterberg, der Stockerberg und der Stellenberg.

## Geschichte
Ein erster Nachweis menschlicher Siedlungstätigkeiten ist für die Latènezeit bezeugt. Der Ortsname ist belegt seit einer Stiftungsurkunde aus dem 12. Jahrhundert und bezieht sich auf die ortstypischen Haselnusssträucher und den Bach Hasel. Die einzelnen Dorfteile sind Kräben, Schloppenhausen, Kreut und Quick, die früher eigenständige Orte gewesen sein könnten. Urkundlich belegt ist eine Zugehörigkeit zu Kirchheim in Schwaben seit 1329 nach einem Verkauf durch den Augsburger Bürger Konrad Onsorg an die Ritter Friedrich, Ulrich und Heinrich von Freiberg. Seit 1651 gehört der gesamte Besitz zur Herrschaft Kirchheim, die einen Vogt als Gerichtsherrn vor Ort hatte. 
Im Ersten Weltkrieg hatte der Ort 18 Gefallene und 3 Vermisste zu beklagen, im Zweiten Weltkrieg 24 Gefallene und 12 Vermisste. Am 18. März 1944 wurde der Ort durch die US Air Force mit circa 50 Sprengkörpern bombardiert.
Der Ort wurde 1978 nach Eppishausen eingemeindet.
Am 13. September 1995 ereignete sich ein Unglücksfall, bei dem westlich von Haselbach ein Phantom-Jagdflugzeug des Jagdgeschwaders 74 abstürzte und sich fast senkrecht in ein Feld bohrte. Beide Insassen kamen dabei ums Leben, für die Bergung des Flugzeugs musste 16 Meter in die Tiefe gegraben werden. Ein vom Krieger- und Soldatenverein an der Unglücksstelle zwischen Haselbach und Tiefenried errichtetes, schmiedeeisernes Kreuz erinnert heute an die beiden Opfer des Unglücks.

## Sehenswürdigkeiten
- Pfarrkirche St. Stephan, Maria-Zuflucht-Kapelle, Pfarrhof, Antoniuskapelle
- Burgstall der Moosburg, östlich des Ortes am Bernbächlein (zerstört vor 1329).